# Chile az 1996. évi nyári olimpiai játékokon
Chile az egyesült államokbeli Atlantában megrendezett 1996. évi nyári olimpiai játékok egyik részt vevő nemzete volt. Az országot az olimpián 10 sportágban 21 sportoló képviselte, akik érmet nem szereztek.

## Asztalitenisz
Férfi
| Versenyző                      | Versenyszám | Csoportkör | Csoportkör | Nyolcaddöntő      | Negyeddöntő       | Elődöntő          | Döntő             | Helyezés |
| Versenyző                      | Versenyszám | Ellenfél Eredmény | Hely.      | Ellenfél Eredmény | Ellenfél Eredmény | Ellenfél Eredmény | Ellenfél Eredmény | Helyezés |
| ------------------------------ | ----------- | --- | ---------- | ----------------- | ----------------- | ----------------- | ----------------- | -------- |
| Augusto Morales                | Egyes       | G csoport · Jean-Philippe Gatien (FRA) · 0:2 · Petr Korbel (CZE) · 0:2 · Cshö Gjongszob (PRK) · 0:2                                                                          | 4.         | kiesett           | kiesett           | kiesett           | kiesett           | 49.      |
| Augusto Morales Juan Salamanca | Páros       | B csoport · Svédország (SWE) · Jan-Ove Waldner · Jörgen Persson · 0:2 · Hollandia (NED) · Danny Heister · Trinko Keen · 0:2 · Japán (JPN) · Juzava Rjó · Taszaki Tosio · 0:2 | 4.         |                   | kiesett           | kiesett           | kiesett           | 25.      |

Női
| Versenyző                      | Versenyszám | Csoportkör | Csoportkör | Nyolcaddöntő      | Negyeddöntő       | Elődöntő          | Döntő             | Helyezés |
| Versenyző                      | Versenyszám | Ellenfél Eredmény | Hely.      | Ellenfél Eredmény | Ellenfél Eredmény | Ellenfél Eredmény | Ellenfél Eredmény | Helyezés |
| ------------------------------ | ----------- | --- | ---------- | ----------------- | ----------------- | ----------------- | ----------------- | -------- |
| Berta Rodríguez                | Egyes       | D csoport · Liu Vej (CHN) · 0:2 · Amy Feng (USA) · 0:2 · Valentina Popovová (SVK) · 0:2                                                                           | 4.         | kiesett           | kiesett           | kiesett           | kiesett           | 49.      |
| Augusto Morales Juan Salamanca | Páros       | B csoport · Kína (CHN) · Liu Vej · Qiao Yunping · 0:2 · Németország (GER) · Jie Schöpp · Olga Nemes · 0:2 · Nagy-Britannia (GBR) · Andrea Holt · Lisa Lomas · 0:2 | 4.         |                   | kiesett           | kiesett           | kiesett           | 25.      |

## Atlétika
Férfi
| Versenyző          | Versenyszám | Előfutam | Előfutam | Előfutam | Negyeddöntő | Negyeddöntő | Negyeddöntő | Elődöntő | Elődöntő | Elődöntő | Döntő   | Döntő    |
| Versenyző          | Versenyszám | Idő      | Hely.    | Össz.    | Idő         | Hely.       | Össz.       | Idő      | Hely.    | Össz.    | Idő     | Helyezés |
| ------------------ | ----------- | -------- | -------- | -------- | ----------- | ----------- | ----------- | -------- | -------- | -------- | ------- | -------- |
| Sebastián Keitel   | 200 m       | 20,96    | 4.       | 46.*     | kiesett     | kiesett     | kiesett     | kiesett  | kiesett  | kiesett  | kiesett | kiesett  |
| Marcelo Barrientos | Maraton     |          |          |          |             |             |             |          |          |          | 2:31:05 | 86.      |

| Versenyző | Versenyszám | Selejtező | Selejtező | Döntő    | Döntő    |
| Versenyző | Versenyszám | Eredmény  | Helyezés  | Eredmény | Helyezés |
| --------- | ----------- | --------- | --------- | -------- | -------- |
| Gert Weil | Súlylökés   | 18,67 m   | 22.       | kiesett  | kiesett  |

Női
| Versenyző      | Versenyszám | Eredmény | Helyezés |
| -------------- | ----------- | -------- | -------- |
| Érika Oliveira | Maraton     | 2:39:06  | 37.      |

* - egy másik versenyzővel azonos eredményt ért el

## Kerékpározás

### Országúti kerékpározás
Férfi
| Versenyző      | Versenyszám   | Idő           | Helyezés      |
| -------------- | ------------- | ------------- | ------------- |
| Victor Garrido | Mezőnyverseny | nem ért célba | nem ért célba |

### Pálya-kerékpározás
Üldözőversenyek
| Versenyző                                                    | Versenyszám  | Selejtező | Selejtező | Negyeddöntő  | Negyeddöntő | Elődöntő     | Elődöntő  | Döntő        | Döntő     | Helyezés |
| Versenyző                                                    | Versenyszám  | Idő       | Hely.     | Ellenfél Idő | Saját idő   | Ellenfél Idő | Saját idő | Ellenfél Idő | Saját idő | Helyezés |
| ------------------------------------------------------------ | ------------ | --------- | --------- | ------------ | ----------- | ------------ | --------- | ------------ | --------- | -------- |
| José Medina Luís Sepúlveda Marco Arriagada Marcelo Arriagada | Férfi csapat | 4:25,960  | 16.       | kiesett      | kiesett     | kiesett      | kiesett   | kiesett      | kiesett   | 16.      |

## Ökölvívás
| Versenyző       | Versenyszám | Selejtező                 | Nyolcaddöntő      | Negyeddöntő       | Elődöntő          | Döntő             | Helyezés |
| Versenyző       | Versenyszám | Ellenfél Eredmény         | Ellenfél Eredmény | Ellenfél Eredmény | Ellenfél Eredmény | Ellenfél Eredmény | Helyezés |
| --------------- | ----------- | ------------------------- | ----------------- | ----------------- | ----------------- | ----------------- | -------- |
| Ricardo Araneda | Középsúly   | Akın Kuloğlu (GEO) · 3–10 | kiesett           | kiesett           | kiesett           | kiesett           | 17.      |

## Sportlövészet
Férfi
| Versenyző      | Versenyszám | Selejtező | Selejtező | Döntő   | Döntő    |
| Versenyző      | Versenyszám | Pont      | Helyezés  | Pont    | Helyezés |
| -------------- | ----------- | --------- | --------- | ------- | -------- |
| Pascal Colomer | Skeet       | 115       | 42.*      | kiesett | kiesett  |

* - két másik versenyzővel azonos eredményt ért el

## Súlyemelés
| Versenyző          | Versenyszám | Szakítás | Szakítás | Lökés    | Lökés    | Összesen | Helyezés |
| Versenyző          | Versenyszám | Eredmény | Helyezés | Eredmény | Helyezés | Összesen | Helyezés |
| ------------------ | ----------- | -------- | -------- | -------- | -------- | -------- | -------- |
| Cristián Escalante | 99 kg       | 142,5    | 23.      | 172,5    | 22.      | 315,0    | 22.      |

## Tenisz
Női
| Versenyző                    | Versenyszám | 32-es főtábla                                                        | Nyolcaddöntő      | Negyeddöntő       | Elődöntő          | Bronz- mérkőzés   | Döntő             | Helyezés |
| Versenyző                    | Versenyszám | Ellenfél Eredmény                                                    | Ellenfél Eredmény | Ellenfél Eredmény | Ellenfél Eredmény | Ellenfél Eredmény | Ellenfél Eredmény | Helyezés |
| ---------------------------- | ----------- | -------------------------------------------------------------------- | ----------------- | ----------------- | ----------------- | ----------------- | ----------------- | -------- |
| Paula Cabezas Bárbara Castro | Páros       | Magyarország (HUN) · Csurgó Virág · Temesvári Andrea · 4–6, 6–1, 3–6 | kiesett           | kiesett           | kiesett           | kiesett           | kiesett           | 17.      |

## Úszás
Férfi
| Versenyző         | Versenyszám | Előfutam | Előfutam | Előfutam | Döntő   | Döntő   | Döntő   | Helyezés |
| Versenyző         | Versenyszám | Idő      | Hely.    | Össz.    | Típus   | Idő     | Hely.   | Helyezés |
| ----------------- | ----------- | -------- | -------- | -------- | ------- | ------- | ------- | -------- |
| Nicolás Rajcevich | 100 m hát   | 59,90    | 5.       | 44.      | kiesett | kiesett | kiesett | kiesett  |
| Nicolás Rajcevich | 200 m hát   | 2:05,79  | 3.       | 27.      | kiesett | kiesett | kiesett | kiesett  |

## Vitorlázás
Nyílt
| Versenyző      | Versenyszám | Futam | Futam    | Futam | Futam | Futam | Futam | Futam | Futam | Futam | Futam | Futam | Pontszám | Helyezés |
| Versenyző      | Versenyszám | 1     | 2        | 3     | 4     | 5     | 6     | 7     | 8     | 9     | 10    | 11    | Pontszám | Helyezés |
| -------------- | ----------- | ----- | -------- | ----- | ----- | ----- | ----- | ----- | ----- | ----- | ----- | ----- | -------- | -------- |
| Luis Echenique | Laser       | 20    | (57 PMS) | (31)  | 15    | 18    | 16    | 9     | 26    | 31    | 15    | 8     | 158,0    | 19.      |

## Vívás
Férfi
| Versenyző       | Versenyszám       | Selejtező               | 32-es főtábla     | Nyolcaddöntő      | Negyeddöntő       | Elődöntő          | Bronz- mérkőzés   | Döntő             | Helyezés |
| Versenyző       | Versenyszám       | Ellenfél Eredmény       | Ellenfél Eredmény | Ellenfél Eredmény | Ellenfél Eredmény | Ellenfél Eredmény | Ellenfél Eredmény | Ellenfél Eredmény | Helyezés |
| --------------- | ----------------- | ----------------------- | ----------------- | ----------------- | ----------------- | ----------------- | ----------------- | ----------------- | -------- |
| Paris Inostroza | Párbajtőr, egyéni | Imre Géza (HUN) · 12–15 | kiesett           | kiesett           | kiesett           | kiesett           | kiesett           | kiesett           | 40.      |